# Porte-à-faux (véhicule)
Pour les articles homonymes, voir Porte-à-faux.

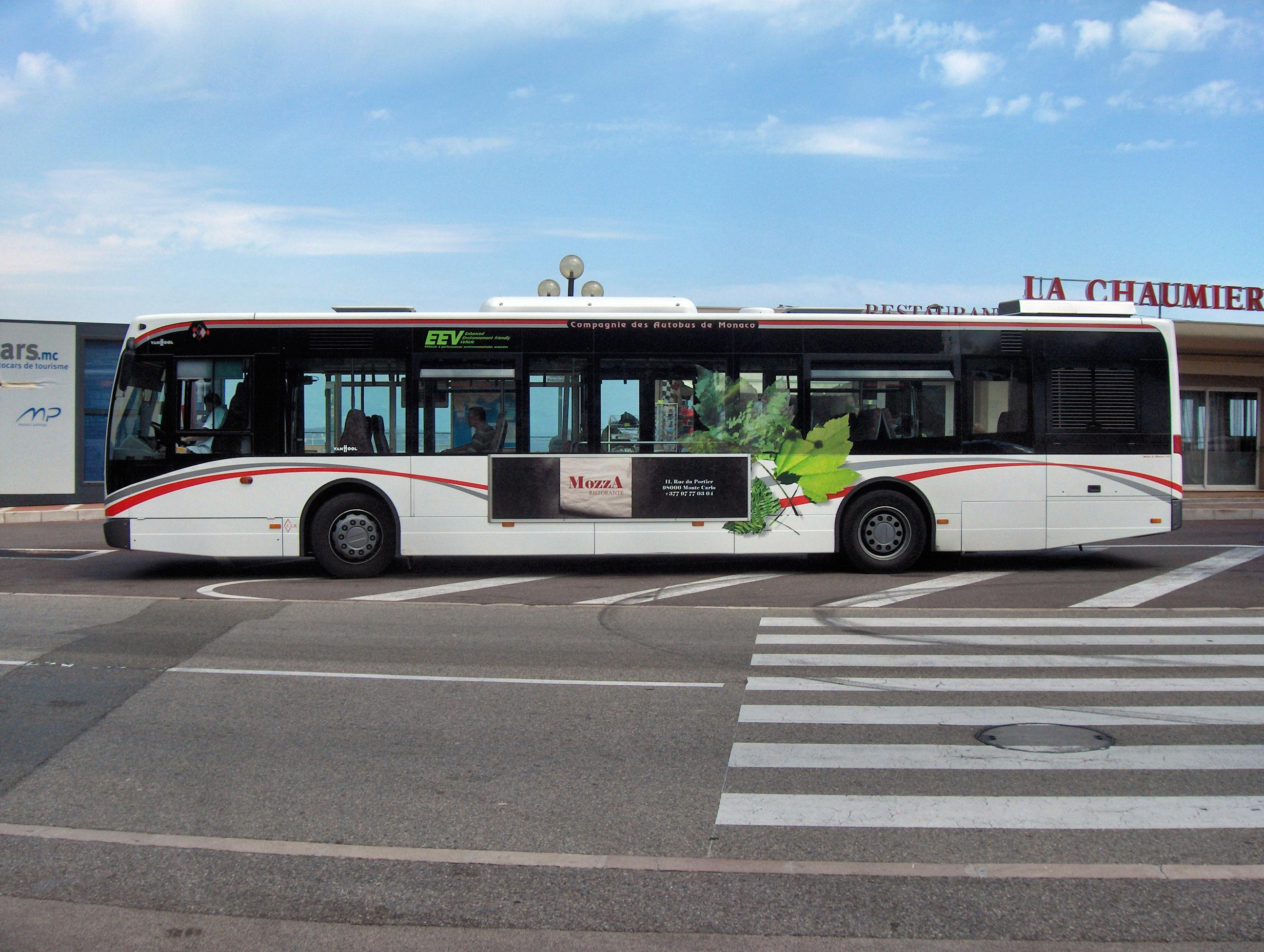
Les porte-à-faux avant et arrière sont fortement visibles sur les bus.

Le porte-à-faux d'un véhicule désigne les parties de la carrosserie situées entre l'axe d'un essieu et l'extrémité du véhicule en question. Chaque véhicule possède un porte-à-faux avant et un porte-à-faux arrière. Lors d'une modification de la trajectoire du véhicule, les porte-à-faux balayent du côté opposé au changement de direction en se déportant.

## Catégories de véhicules
Sur un véhicule léger, comme la voiture, les porte-à-faux sont quasiment nuls, tandis que sur les poids lourds, ils sont plus importants.
Les autobus présentent les porte-à-faux avant et arrière les plus importants pour les véhicules lourds. Les camions de type porteur possèdent un long porte-à-faux arrière, mais un porte-à-faux avant moindre. Enfin, la semi-remorque dispose d'un angle à l'avant de la sellette.

### Documents utilisés comme source
- AFCR : Interrogation orale poids lourds, Le Château d'Olonne, Codes Rousseau, 200 p. (ISBN 978-2-7095-1144-5).